# Boeing XB-56
Die Boeing B-56 war ein Vorschlag von Boeing für eine neumotorisierte Version des jetbetriebenen Bomberflugzeugs B-47 Stratojet. Die ursprüngliche Bezeichnung für diese Modifikation war YB-47C. Später wurde für das Projekt und den geplanten Versuchsträger die Bezeichnung XB-56 verwendet.

## Entwicklung
Die B-47 war mit sechs J-47-Turbojettriebwerken ausgestattet, die jeweils eine Schubkraft von 23 kN hatten. Die Triebwerke waren in vier Gondeln montiert, die jeweils mit einem Pylon unter dem Flügel angebracht waren, mit je zwei Triebwerken in jeder inneren Gondel und je einem Triebwerk in jeder Außengondel. Um die Komplexität zu verringern und die Flexibilität bei Triebwerkswechseln zu erhöhen, wurde vorgeschlagen, Motoren mit höherer Schubkraft zu wählen und jeweils einen in jeder der vier Gondeln unterzubringen.
Das Allison-J35-Turbojet-Triebwerk wurde in den späten 1940er-Jahren entwickelt und lieferte eine Schubkraft von 38 kN oder 9.700 lbf (43 kN mit Nachbrenner). Somit würden 4 × 8.500 lbf = 34.000 lbf (150 kN) Schubkraft unter Verwendung dieses Motors erbracht, im Vergleich zu 6 × 5.200 lbf = 31.200 lbf (139 kN), die in der B-47 der Standardproduktion erzeugt wurden. Die Umwandlung zur B-56 machte die Maschine also leichter, einfacher und leistungsfähiger.
Im Januar 1950 wurde der Vertrag mit Boeing unterzeichnet, in dem der Umbau eines Flugzeugs beschlossen wurde. Für den Umbau war eine B-47B-20-BW (s/n 50-082) vorgesehen. Der Erstflug wurde für den April 1951 festgelegt.
Eine Kombination aus Verzögerungen und einer geringeren als der erwarteten Schubkraft des J35 führte zur Berücksichtigung anderer Triebwerke. Das Allison J71 wurde vorgeschlagen, Probleme mit diesem Motor führten jedoch dazu, dass dieser für die inzwischen umbenannte B-56A nicht verfügbar war. Der Pratt & Whitney J57, der schließlich einen Schub von 76 kN erzeugte, wurde ebenfalls in Erwägung gezogen, aber dieses Triebwerk war noch in der Entwicklung, und die Boeing B-52 Stratofortress, die gleichzeitig entwickelt wurde (Erstflug im April 1952), hatte Priorität bei der Ausrüstung mit diesen Triebwerken.
Das B-56-Programm wurde im Dezember 1952 abgebrochen, bevor mit dem Umbau des Prototyps begonnen wurde. Die unkonvertierte B-47 wurde daraufhin als Instruktions- und Ausbildungszelle für Bodencrews verwendet und in den späten 1960er-Jahren bei der Naval Air Facility El Centro als Ausstiegs-/Evakuierungstrainer für Crews und Alarmbereitschaften eingesetzt.

## Technische Daten

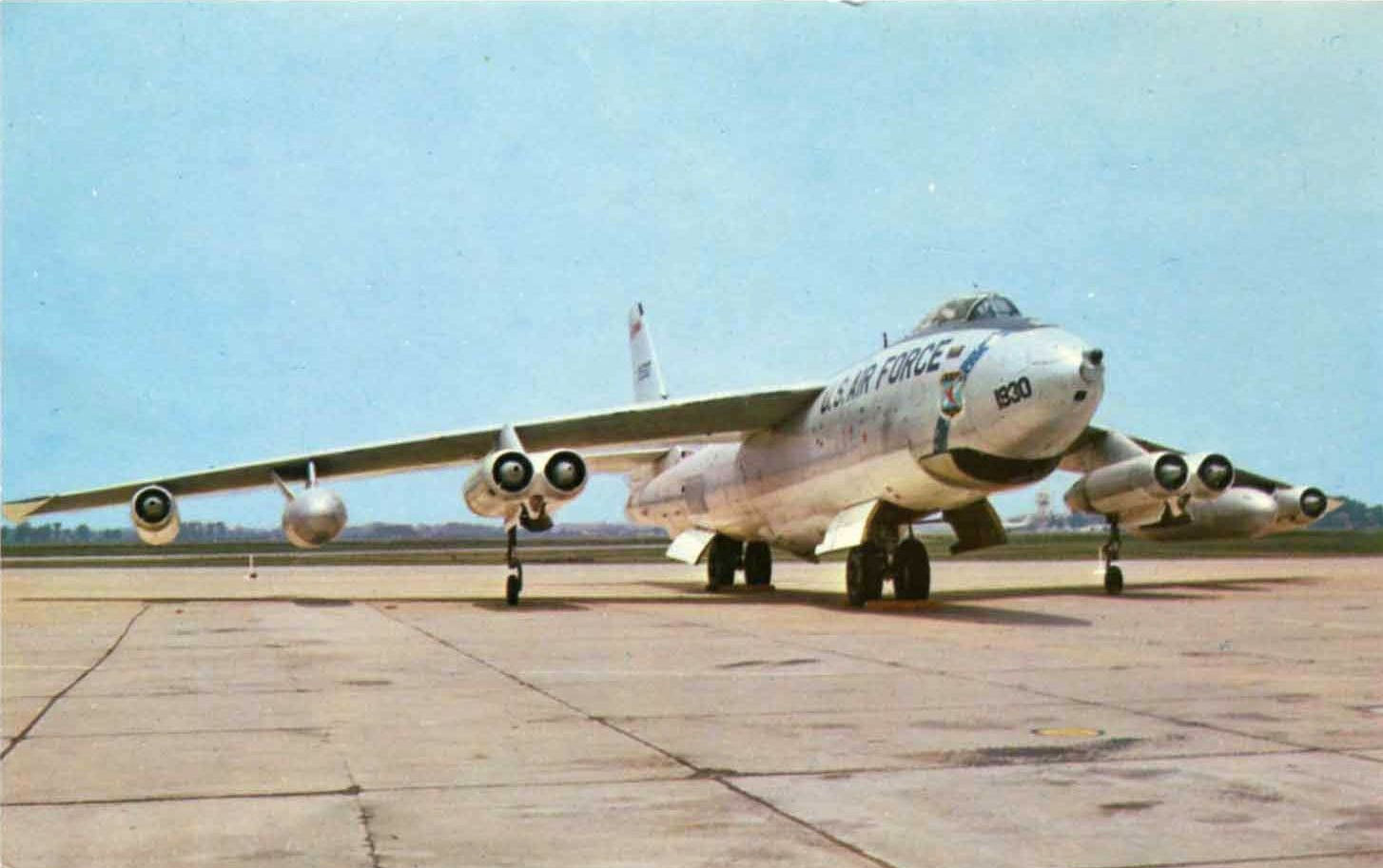
Bild einer B-47E. Gut sichtbar die vier Triebwerksgondeln mit den sechs Triebwerken, die durch vier einheitliche Gondeln und Triebwerke ersetzt werden sollten.

| Kenngröße       | Daten der XB-56                                |
| --------------- | ---------------------------------------------- |
| Besatzung       | 3                                              |
| Länge           | 33,64 m                                        |
| Spannweite      | 35,36 m                                        |
| Höhe            | 8,30 m                                         |
| Flügelfläche    | 132,66 m²                                      |
| Flügelstreckung | 9,43                                           |
| Triebwerke      | 4 × Allison-J71-A-5-Turbojet- Strahltriebwerke |

## Bewaffnung
Rohrbewaffnung zur Selbstverteidigung
- 1 × Heckstandeinheit mit einer Doppellafette in einer Drehkuppel mit 2 × 20-mm-Maschinenkanonen M24A1 mit je 400 Schuss Munition. Die Heckstandeinheit wurde von einem Besatzungsmitglied aus der Kabine ferngesteuert. Als Zielhilfe diente das Feuerleitradar AN/APG-39.

Kampfmittel bis zu 11.000 kg im internen Bombenschacht
Ungelenkte Bomben
- 1 × B53 (Freifallbombe mit nuklearem 9-MT-Sprengsatz)
- 1 × B41 (Freifallbombe mit nuklearem 25-MT-Sprengsatz)
- 2 × Mk.15 (Freifallbombe mit thermonuklearem 3,8-MT-Sprengsatz)
- 28 × Mark 82 LDGP (227-kg-/500-lb-Freifallbombe)

## Varianten
XB-56
Bezeichnung für eine einzelne B-47, die mit vier YJ71-A-5-Motoren neu motorisiert, später wieder als YB-56 und YB-47C bezeichnet, aber nicht umgesetzt wurde.
B-56
Bezeichnung für eine Produktionsvariante der Bomberausführung, storniert und nicht gebaut.
RB-56A
Bezeichnung für eine Produktionsvariante der Aufklärerausführung analog zur RB-47, storniert und nicht gebaut.

## Selbstverteidigung
Aktive Maßnahmen
- 1 × Täuschkörperwerfer mit Hitzefackel-Täuschkörpern
- 1 × elektronischer Störsender AN/APT-5

Passive Maßnahmen
- AN/APS-54-Radarwarnsensor